# Internationale Regatta KRCG

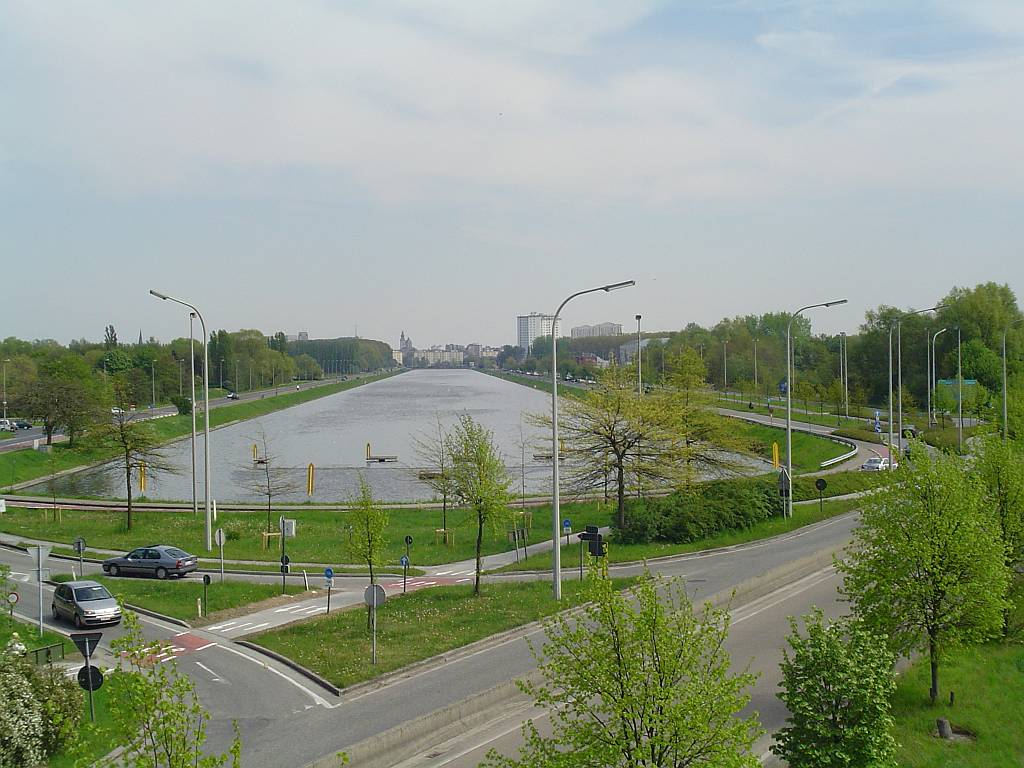
De Watersportbaan in Gent

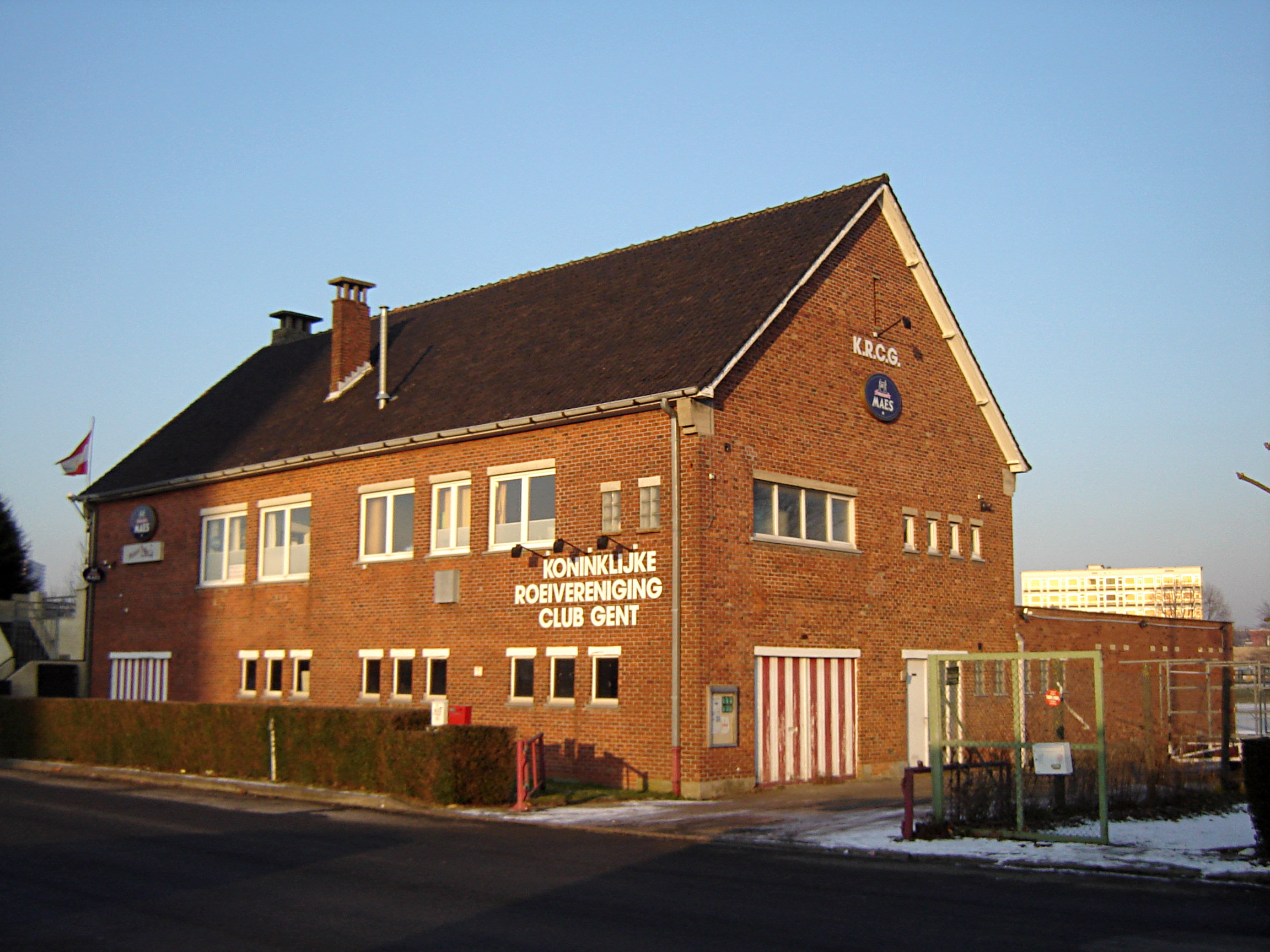
Gebouw KRC Gent

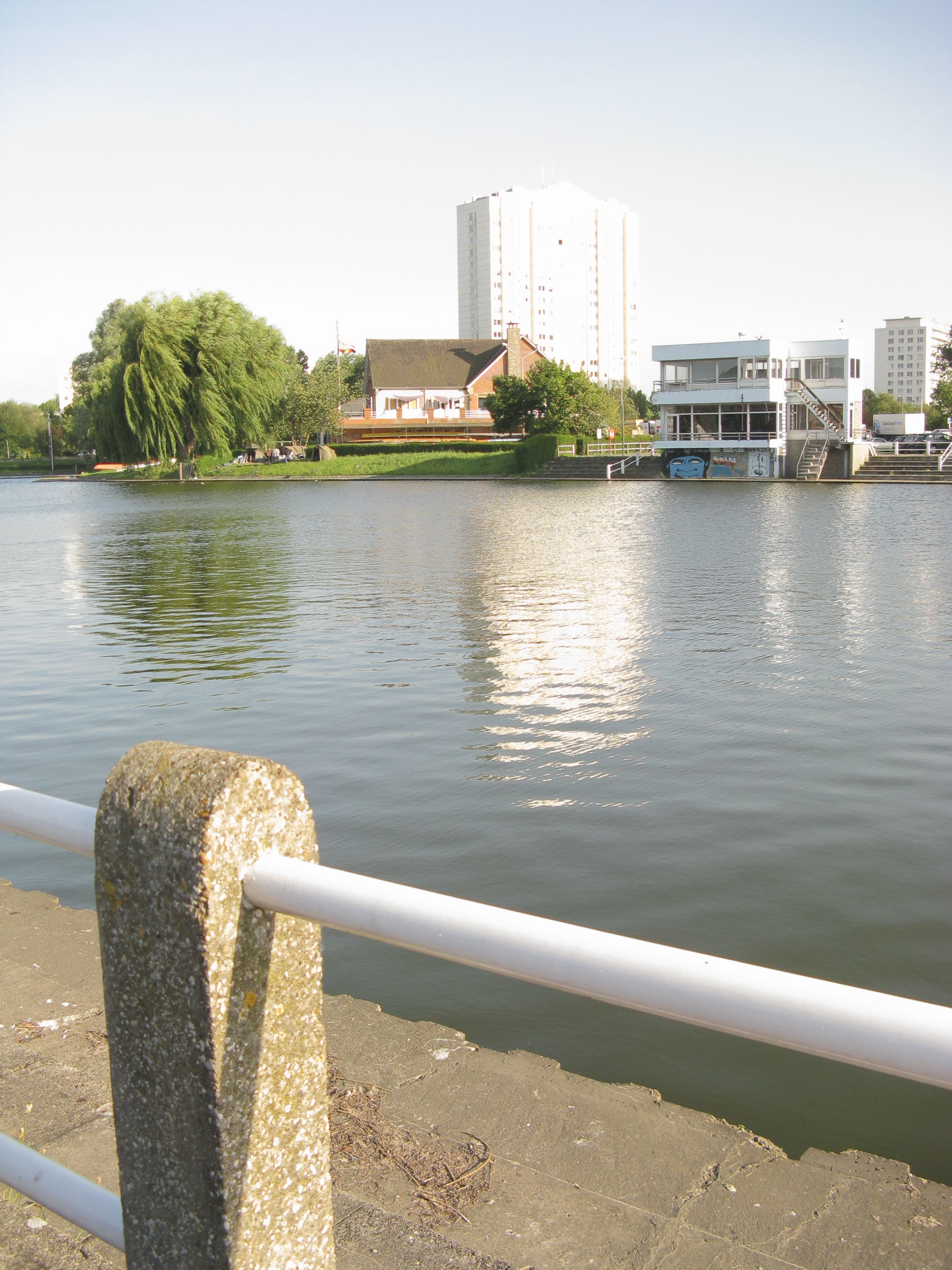
Clubhuis aan de aankomstzone van de Watersportbaan

De Internationale Regatta KRCG is een roeiwedstrijd die elk jaar door de Koninklijke Roeivereniging Club Gent (KRCG) in september op de stedelijke Watersportbaan van de Vlaamse stad Gent wordt gehouden. Het ging jarenlang door als May Regatta. Dat was de massale publiekstrekker in Terdonk in samenwerking met de Koninklijke Roeivereniging Sport Gent die nu de grootste roeiregatta van het land, de Internationale Regatta van Sport Gent of Ghent May Regatta voor zijn rekening neemt.
Deze unieke 'Meiregatta in september' is vooral een goede, kleinere nationale testregatta net voor het nationaal roeikampioenschap in lange boten (4 en 8 e.d.m.).

## Geschiedenis
De eerste Internationale Regatta  werd gehouden in 1888. Toen was de naam Regatta van Terdonk en in Engeland May Regatta en ze werd, in samenwerking met de Koninklijke Roeivereniging Sport Gent georganiseerd op Hemelvaart op het Kanaal Gent-Terneuzen ter hoogte van het gehucht Terdonk. Ze was tot omstreeks 1954 de grootste roeiregatta van België en een van de bekendste van Europa. Een massale (50.000 in 1911) publiekstrekker, met lange volgtrams inbegrepen.
De term Meiregatta is sinds enkele decennia gelukkig promotioneel gebruikt door de organisatoren van de grootste regatta van België, tijdens het eerste weekend van mei.

## De wedstrijd
De wedstrijdbaan is sinds 1955 de Watersportbaan te Gent vlak bij de Blaarmeersen en Topsporthal Vlaanderen. Deze is rechtlijnig met stilstaand water en heeft 5 startbanen met een lengte van 2000 m. 
De wedstrijden in lijn worden geroeid onder de reglementering van de FISA en van de Koninklijke Belgische Roeibond. Wegens het beperkt aantal deelnemers worden geen 'schiftingswedstrijden' (reeksen)  georganiseerd. De twintig wedstrijden van de drieluik (1000, 250 en 2000 m) zijn van bekers voorzien , steunend op de beste gezamenlijke prestatie (de tijden van 1000 en 2000 m zullen respectievelijk door 4 en 8 worden gedeeld). De eerste twee ploegen van iedere wedstrijd ontvangen een prijs. Drieluikbekers & wisselbekers worden zondagavond uitgereikt in het Clubhuis. Occasionele buitenlandse winnaars ontvangen een aandenken. 

## WisselbekersTrofeeBokalen
De wisselbekers zijn 
- n° 102/202/302 - 8+JM18 | "Walton"
- n° 107/207/307 - 1xW | "Femina"
- n° 108/208/308 - 2 - | "R.Marlier"
- n° 116/216/316 - 4-M | "Lamberty"
- n° 117/217/317 - 2x JW18 | “Marie-Jeanne D’Haemers”
- n° 120/220/320 - 8+M | "Comte Lippens"